# Manuel Gonzales
Manuel Martin Gonzales (Cabañas de Sayago, 3 marzo 1913 – Los Angeles, 31 marzo 1993) è stato un fumettista statunitense.

## Biografia
Nato nel villaggio rurale spagnolo di Fresnadillo, nel 1918 si trasferì con la famiglia negli Stati Uniti, risiedendo prima a Westfield (Massachusetts) e poi a New York. Il 28 settembre 1936 venne assunto nello studio disney: inizialmente lavorò nel campo dell'animazione, collaborando in qualità di intercalatore al film Biancaneve e i sette nani (1937), poi nel luglio 1938 passò al reparto fumetti dove iniziò a disegnare alcune tavole domenicali di Topolino in sostituzione di Gottfredson. Disegnò così gran parte della storia domenicale Topolino ammazzasette (1938) ed alcune tavole autoconclusive del 1938.
Nel 1939 Gottfredson decise di disegnare solo le strisce giornaliere di Topolino, affidando a Gonzales il compito di disegnare le domenicali. Dal 1939 al suo ritiro (1981) Gonzales disegnò le tavole domenicali di Topolino; nel periodo 1942-1945, tuttavia, per problemi di causa maggiore (servizio militare) fu costretto ad abbandonare il lavoro di disegnatore, così la realizzazione delle tavole venne affidata ad altri artisti. Finita la guerra, Gonzales riprese a disegnare le tavole domenicali di Topolino fino al giorno della pensione (30 giugno 1981). Oltre alle tavole domenicali di Topolino, Gonzales ha collaborato alla realizzazione dei seguenti fumetti sindacati disney:
- Topolino strisce giornaliere, alcune strisce in sostituzione di Gottfredson.
- Paperino strisce giornaliere, alcune strisce in sostituzione di Taliaferro.
- Sunday Color Comics tavole domenicali, chine, 1950-1951
- Treasury of classic tales tavole domenicali, chine, 1952-1955
- Lillo strisce e tavole, 1955-1981
- numerosi libri illustrati su Topolino, Paperino e personaggi delle Sinfonie allegre, 1948-1954.